# 坂野潤治
坂野 潤治（ばんの じゅんじ、1937年〈昭和12年〉5月13日 - 2020年〈令和2年〉10月14日）は、日本の歴史学者。専門は、近代日本政治史。東京大学名誉教授。

## 経歴
神奈川県横浜市生まれ。1963年（昭和38年）東京大学文学部国史学科卒業。在学中は60年安保闘争を、全学連の幹部闘士として指揮していた。
東京大学文学部助手、千葉大学人文学部助手・助教授、お茶の水女子大学文教育学部助教授を経て、1986年（昭和61年）東京大学社会科学研究所教授、1998年（平成10年）定年退官、その後2004年（平成16年）まで千葉大学法経学部教授。
1997年（平成9年）『近代日本の国家構想』で吉野作造賞を受賞。2009年（平成21年）『日本憲政史』で角川源義賞を受賞。
2020年10月14日、進行性胃がんのため、東京都大田区の病院で死去。83歳没。

## 著書

### 単著
- 『明治憲法体制の確立 富国強兵と民力休養』東京大学出版会、1971年。ISBN 978-4-13-020028-8。
  - Banno, Junji J. A. A. Stockwin訳 (1992-05-21), The Establishment of the Japanese Constitutional System (1st hardcover ed.), Routledge, ISBN 978-0-415-00497-8
  - Banno, Junji J. A. A. Stockwin訳 (1995-12-18), The Establishment of the Japanese Constitutional System (1st paperback ed.), Routledge, ISBN 978-0-415-13475-0
- 『明治・思想の実像』創文社〈叢書身体の思想 8〉、1977年10月。
  - 『近代日本とアジア 明治・思想の実像』筑摩書房〈ちくま学芸文庫 ハ32-2〉、2013年10月。ISBN 978-4-480-09576-3。
- 『大正政変 1900年体制の崩壊』ミネルヴァ書房〈歴史と日本人 5〉、1982年4月。ISBN 978-4-623-01406-4。
  - 『大正政変 1900年体制の崩壊』ミネルヴァ書房〈Minerva21世紀ライブラリー 10〉、1994年4月。ISBN 978-4-623-02402-5。
  - 『明治国家の終焉 1900年体制の崩壊』筑摩書房〈ちくま学芸文庫 ハ32-1〉、2010年6月。ISBN 978-4-480-09296-0。 - 坂野(1994)の加筆改訂版。
- 『近代日本の外交と政治』研文出版、1985年12月。ISBN 978-4-87636-061-1。
- 『近代日本の出発』小学館〈大系日本の歴史 13〉、1989年4月。ISBN 978-4-09-622013-9。
  - 『近代日本の出発』小学館ライブラリー〈大系日本の歴史 13〉、1993年8月。ISBN 978-4-09-461013-0。
  - 『近代日本の出発』新人物往来社〈新人物文庫 ば-1-1〉、2010年5月。ISBN 978-4-404-03848-7。
- 『日本政治史. 明治・大正・戦前昭和』放送大学教育振興会〈放送大学教材 1993〉、1993年3月。ISBN 978-4-595-53491-1。
  - 『日本政治史. 明治・大正・戦前昭和』（改訂版）放送大学教育振興会〈放送大学教材 1997〉、1997年3月。ISBN 978-4-595-53492-8。
- 『近代日本の国家構想 1871-1936』岩波書店、1996年10月。ISBN 978-4-00-002757-1。
  - Banno, Junji Andrew Frasen訳 (2001), Democracy in Pre-War Japan 1871-1937: Collected Essays, Routledge, ISBN 0-415-22864-6
  - 『近代日本の国家構想 1871-1936』岩波書店〈岩波現代文庫 学術 228〉、2009年8月。ISBN 978-4-00-600228-2。
- 『日本政治「失敗」の研究 中途半端好みの国民の行方』光芒社、2001年7月。ISBN 978-4-89542-184-3。
  - 『日本政治「失敗」の研究』講談社〈講談社学術文庫 1987〉、2010年3月。ISBN 978-4-06-291987-6。
- 北海道大学大学院法学研究科附属高等法政教育研究センター 編『十五年戦争論再考 平和三勢力の敗退』北海道大学大学院法学研究科附属高等法政教育研究センター〈Academia juris booklet no.1〉、2002年11月。ISBN 4-902066-00-9。
- 『昭和史の決定的瞬間』筑摩書房〈ちくま新書 457〉、2004年2月。ISBN 978-4-480-06157-7。
- 『明治デモクラシー』岩波書店〈岩波新書 新赤版 939〉、2005年3月。ISBN 978-4-00-430939-0。
- 『近代日本政治史』岩波書店〈岩波テキストブックス〉、2006年1月。ISBN 978-4-00-028040-2。
- 『未完の明治維新』筑摩書房〈ちくま新書 650〉、2007年3月。ISBN 978-4-480-06353-3。
- 『日本憲政史』東京大学出版会、2008年5月。ISBN 978-4-13-030147-3。
- 『日本近代史』筑摩書房〈ちくま新書 948〉、2012年3月。ISBN 978-4-480-06642-8。
  - Banno, Junji J. A. A. Stockwin訳 (2014-09-16), Japan's Modern History, 1857-1937: A New Political Narrative, Nissan Institute/Routledge Japanese Studies (1st hardcover ed.), Routledge, ISBN 978-1-138-77517-6
  - Banno, Junji J. A. A. Stockwin訳 (2016-06-17), Japan's Modern History, 1857-1937: A New Political Narrative, Nissan Institute/Routledge Japanese Studies (1st paperback ed.), Routledge, ISBN 978-1-138-20474-4
- 『西郷隆盛と明治維新』講談社〈講談社現代新書 2202〉、2013年4月。ISBN 978-4-06-288202-6。
- 『〈階級〉の日本近代史 政治的平等と社会的不平等』講談社〈講談社選書メチエ 586〉、2014年11月。ISBN 978-4-06-258589-7。
- 『帝国と立憲 日中戦争はなぜ防げなかったのか』筑摩書房、2017年7月。ISBN 978-4-480-85809-2。
  - Banno, Junji Stockwin, Arthur訳 (2021-06-03), Empire and Constitution in Modern Japan: Why Could War with China Not Be Prevented?, SOAS Studies in Modern and Contemporary Japan (Hardcover ed.), Bloomsbury Academic, ISBN 978-1-3501-3621-2, LCCN 2020-55569
- 『近代日本の構造 同盟と格差』講談社〈講談社現代新書 2479〉、2018年5月。ISBN 978-4-06-511729-3。
- 『明治憲法史』筑摩書房〈ちくま新書 1513〉、2020年9月。ISBN 978-4-480-07317-4。

### 共著・編著
- 「日清戦後の政治過程」、歴史学研究会・日本史研究会 編『講座日本史』 6巻、東京大学出版会、1970年。
  - 「日清戦後の政治過程」、歴史学研究会・日本史研究会 編『講座日本史』 6巻、東京大学出版会、1976年。ISBN 978-4-13-024066-6。
- 「明治中期アジア進出論の二類型」、佐藤誠三郎・R・ディングマン 編『近代日本の対外態度』東京大学出版会、1974年。ISBN 978-4-13-030034-6。
- 「桂園内閣と大正政変」、朝尾直弘ほか 編『岩波講座日本歴史』 17巻、岩波書店、1976年12月。
- 「政党政治と中国政策――1919～1926年」、近代日本研究会 編『近代日本と東アジア』山川出版社〈年報・近代日本研究 2〉、1980年12月。ISBN 978-4-634-61320-1。
- 「征韓論争後の「内治派」と「外征派」」、近代日本研究会 編『幕末・維新の日本』山川出版社〈年報・近代日本研究 3〉、1981年10月。ISBN 978-4-634-61330-0。
- 「明治初期(1873～85)の「対外観」――方法的覚書き」、日本国際政治学会 編『日本外交の思想』日本国際政治学会〈国際政治 71号〉、1982年8月。ISBN 978-4-634-61360-7。
- 「「憲政常道」と「協力内閣」」、近代日本研究会 編『政党内閣の成立と崩壊』山川出版社〈年報・近代日本研究 6〉、1984年10月。ISBN 978-4-634-61360-7。
- 「吉野作造」、三谷太一郎 編『言論は日本を動かす』 第5巻 社会を教育する、講談社、1986年5月。ISBN 978-4-06-188945-3。
- 「政治的自由主義の挫折」、朝尾直弘ほか 編『近代 2』岩波書店〈岩波講座日本通史 第17巻 近代 2〉、1994年5月。ISBN 978-4-00-010567-5。
- 「明治日本の「立国」過程(一八七一-八一)」、坂本義和 編『発展』岩波書店〈世界政治の構造変動 3 発展〉、1994年12月。ISBN 978-4-00-003849-2。
- Banno, Junji, ed (1997). The Political Economy of Japanese Society. Volume 1: The State or the Market?. Oxford University Press. ISBN 978-0-19-828033-0
- Banno, Junji, ed (1998). The Political Economy of Japanese Society. Internationalization & Domestic Problems. Volume 2: Internationalization and Domestic Issues. Oxford University Press. ISBN 978-0-19-828034-7
- 「「連盟式外交」と「アメリカ式外交」の狭間で」、東京大学社会科学研究所 編『構想と形成』東京大学出版会〈20世紀システム 1〉、1998年1月。ISBN 4-13-034111-1。
- 田原総一朗 共著『大日本帝国の民主主義 嘘ばかり教えられてきた！』小学館、2006年4月。ISBN 4-09-389242-3。
- 三谷太一郎 共著 著、日本の近現代史調査会 編『歴史をつくるもの 日本の近現代史述講』 上、藤井裕久・仙谷由人 監修、中央公論新社、2006年12月。ISBN 4-12-003795-9。 - 下巻は五百旗頭真・伊藤正直共著。
- 田村裕美、北村公子 著、坂野潤治 編『自由と平等の昭和史 一九三〇年代の日本政治』講談社〈講談社選書メチエ 456〉、2009年12月。ISBN 978-4-06-258456-2。
- 大野健一 共著『明治維新 1858-1881』講談社〈講談社現代新書 2031〉、2010年1月。ISBN 978-4-06-288031-2。
- 山口二郎 共著『歴史を繰り返すな』岩波書店、2014年8月。ISBN 978-4-00-025664-3。
  - Banno, Junji; Yamaguchi, Jirō Stockwin, Arthur訳 (2015-12-30), The Abe Experiment and the Future of Japan: Don't Repeat History, Renaissance Books Asia Pacific (Hardcover ed.), Renaissance Books, ISBN 978-1-898823-21-6

### 共編著
- 坂野潤治 ほか 編『財部彪日記 海軍次官時代』 上、山川出版社〈近代日本史料選書 12-1〉、1983年10月。ISBN 978-4-634-26300-0。
- 坂野潤治 ほか 編『財部彪日記 海軍次官時代』 下、山川出版社〈近代日本史料選書 12-2〉、1983年10月。ISBN 978-4-634-26310-9。
- 馬場康雄・坂野潤治 著「政治変動としての明治維新」、坂野潤治 著「政党政治の崩壊」、宮地正人 共編 編『日本近代史における転換期の研究』山川出版社、1985年6月。ISBN 4-634-26140-5。
- 坂野潤治 ほか 編『維新変革と近代日本』岩波書店〈シリーズ日本近現代史 構造と変動 1〉、1993年2月。ISBN 4-00-003711-0。
- 坂野潤治 ほか 編『資本主義と「自由主義」』岩波書店〈シリーズ日本近現代史 構造と変動 2〉、1993年4月。ISBN 4-00-003712-9。
- 坂野潤治 ほか 編『現代社会への転形』岩波書店〈シリーズ日本近現代史 構造と変動 3〉、1993年7月。ISBN 4-00-003713-7。
- 坂野潤治 ほか 編『戦後改革と現代社会の形成』岩波書店〈シリーズ日本近現代史 構造と変動 4〉、1994年1月。ISBN 4-00-003714-5。
- 青木, 和夫、佐藤, 進一、高木, 昭作 共編 編『文献史料を読む 古代から近代』朝日新聞社、2000年10月。ISBN 4-02-257545-X。
- 新藤宗幸、小林正弥 共編 編『憲政の政治学』東京大学出版会、2006年1月。ISBN 4-13-030138-1。

### 監修
- 後藤一雄、田村裕美 編著『二つの昭和史 老後に歴史を学ぶ』坂野潤治 監修、光芒社、2002年11月。ISBN 4-89542-199-6。

### 資料編・解説
- 「解説」、富田正文、土橋俊一 編『福沢諭吉選集』 第7巻、岩波書店、1981年3月。ISBN 978-4-00-100677-3。

### 翻訳
- ジョージ・アキタ『明治立憲政と伊藤博文』荒井孝太郎 共訳、東京大学出版会、1971年。
- テツオ・ナジタ『明治維新の遺産 近代日本の政治抗争と知的緊張』中央公論社〈中公新書 551〉、1979年9月。ISBN 978-4-12-100551-9。
  - テツオ・ナジタ『明治維新の遺産』講談社〈講談社学術文庫 2186〉、2013年8月。ISBN 978-4-06-292186-2。
- ゴードン・M・バーガー『大政翼賛会 国民動員をめぐる相剋』山川出版社、2000年10月。ISBN 4-634-52050-8。